# Rodrigo Arias Sánchez
Rodrigo Gerardo de Jesús Arias Sánchez (Heredia, 26 de julio de 1946), es un abogado y político costarricense que funge como presidente de la Asamblea Legislativa en el periodo 2022-2026. Fue ministro de la Presidencia durante los dos gobiernos de su hermano (1986-1990 y 2006-2010), el Presidente de la República de Costa Rica y Premio Nobel de la Paz, Óscar Arias Sánchez.

## Familia
Sus padres son el abogado Juan Rafael Arias Trejos y Lylliam Sánchez Cortés. Su padre se postula como candidato a la Segunda Vicepresidencia de la República para las elecciones de 1978, con el candidato del Partido Liberación Nacional de ese entonces, Luis Alberto Monge. El abuelo paterno, Juan Rafael Arias, es varias veces diputado por la provincia de Heredia y ocupa el puesto de Secretario de Hacienda durante la Administración Presidencial de Alfredo González Flores entre 1914 y 1917. El 26 de diciembre de 1977 contrae matrimonio con Milena Grillo Rivera y tienen tres hijos, María Andrea, Rodrigo Antonio y Juan Rafael Arias Grillo. Se divorcian en 1994.

## Inicio en política
Fue elegido regidor municipal de Heredia para el cuatrienio 1974-1978. Logró ese triunfo aun cuando no siempre había militado en las filas del Partido Liberación Nacional –como sí lo hizo su hermano Óscar Arias,– pues siendo joven simpatizó con la candidatura a la presidencia de José Joaquín Trejos, del Partido Unificación Nacional, quien gobernó de 1966 a 1970.

## Labor como Ministro 2006-2010
Luego de ser Asesor del Presidente de la República Abel Pacheco es nombrado ministro de la Presidencia. En su gestión como Ministro, Rodrigo Arias Sánchez desempeñó un papel importante como vocero gubernamental y a favor de las leyes de implementación del CAFTA. 
En marzo del 2009, Rodrigo Arias Sánchez se manifestó a favor de una reforma constitucional.

## Asesorías del Banco Centroamericano de Integración Económica
La Contraloría General de la República emitió un estudio especial (N.º DFOE-SOC-43-2008), sobre dos cooperaciones financieras no reembolsables - años 2006 y 2008 - aportadas por el Banco Centroamericano de Integración Económica (BCIE) en beneficio del Gobierno de la República. De esa suma, el Ministerio de la Presidencia cuyo jerarca era Rodrigo Arias Sánchez gastó casi un millón 600 mil dólares en 84 consultorías para imagen, prensa y consejería legal, aunque pagó a varios asesores legislativos, a un mensajero y a un músico, entre otras. Por este caso fue cuestionado tanto por el Diario La Nación como por la Directora de Telenoticias Canal 7 Pilar Cisneros, entre varios costarricenses.
El director del BCIE en Costa Rica, Alfredo Ortuño, dijo a los diputados de la comisión de Control de Ingreso y Gasto Público, que el exministro de la Presidencia, Rodrigo Arias, era quien decidía a quien contratar por medio del sistema de asesorías con los fondos del BCIE. Ortuño, quien fue tesorero de la campaña presidencial de Óscar Arias, afirmó en esa Comisión que desde el Ministerio de la Presidencia se señalaban las necesidades del gobierno en cuanto a las consultorías.
Los programas de esta cooperación no reembolsable se desarrollaron con “desorden” “informalidad”, de acuerdo con el informe DFOE-SOC-43/2008 de la Contraloría, del 22 de octubre, casi cuatro meses después de que el Diario La Nación reveló en su edición del 30 de junio de 2008 la existencia de esas asesorías y su utilización al margen de los controles públicos.
Posteriormente, el 10 de febrero de 2009, la División de Fiscalización Operativa y Evaluativa de la Contraloría General de la República emitió un segundo informe respecto de este tema (N.º DFOE-SOC-11-2009).
El Área de Servicios Sociales de la División de Fiscalización Operativa y Evaluativa de la Contraloría General de la República elaboró una relación de hechos sobre los resultados de los estudios antes citados y la División de Asesoría y Gestión Jurídica de la Contraloría General de la República, en resolución del 2 de febrero de 2009, decidió la apertura de un procedimiento administrativo de la hacienda pública contra el ministro de la Presidencia.
La Contraloría General de Costa Rica (CGR) eximió Arias de responsabilidad en la gestión de dos millones de dólares donados por el Banco Centroamericano de Integración Económica (BCIE).
La resolución de la CGR indica que no observaron "en el actuar del señor Ministro de la Presidencia conducta alguna revestida de dolo o culpa grave generadora de responsabilidad", pero reconoce que se desatendieron algunos procedimientos de control y fiscalización en la gestión de los fondos.
"Se confirma que en este caso, como en todos en mi vida pública y privada, siempre dije la verdad, siempre actué con transparencia y honestidad, apegado a la normativa existente", dijo el exministro en un comunicado. En ese momento, Rodrigo Arias sostuvo que no se trataban de fondos públicos y reconoció que hubo contratos que no debieron firmarse, por lo que el Gobierno dejó sin efecto todos los contratos efectuados bajo este programa del BCIE.

## Estudios realizados
- Licenciado en Derecho, Facultad de Derecho – 1969, Universidad de Costa Rica.[1]
- Máster en Derecho Comercial – 1971, University of Pennsylvania, Law School.[1]

## Cargos desempeñados
- Profesor de Derecho Comercial, Facultad de Derecho, Universidad de Costa Rica – 1971-1973.[1]
- Fiscal, Asesor Legal, Director y Vicepresidente, Bolsa Nacional de Valores – 1971-1985.[1]
- Presidente Municipalidad Cantón de Heredia, 1975-1976.[1]
- Director Cámara Nacional de Azucareros, 1973.
- Diputado por el Partido Liberación Nacional, 1 al 8 de mayo de 1986. Período 1986-1990.[1]
- Ministro de la Presidencia, Administración Arias Sánchez, 1986-1990.
- Director-Propietario Junta Directiva, Liga Agrícola e Industrial de la Caña de Azúcar – 1991-2004.
- Presidente – Bolsa Nacional de Valores, S.A. 1997-2003.[1]
- Presidente del Grupo La Lillyana. 1980-2006, Actividad Cafetalera, Desarrollos Urbanísticos).
- Presidente – Ingenio Taboga, S.A. y Asociadas. 1974-2006.[1]
- Presidente – Fundación Arias para La Paz y El Progreso Humano, 1996-2006.
- Presidente – Cámara Nacional de Azucareros. 1996-2004.[1]
- Presidente - Asamblea Legislativa de Costa Rica. 2022- presente.